# That Stubborn Kinda Fellow
| Recensione   | Giudizio   |
| ------------ | ---------- |
| AllMusic     |            |
| Sputnikmusic | 3.1 (Good) |

That Stubborn Kinda Fellow è il secondo album in studio del cantante statunitense Marvin Gaye, pubblicato nel marzo del 1963.

## Tracce

### LP
Lato A
1. Stubborn Kind of Fellow – 2:47 (Marvin Gaye, William Stevenson, George Gordy)
2. Pride & Joy – 2:05 (Norman Whitfield, Marvin Gaye, William Stevenson)
3. Hitch Hike – 2:27 (William Stevenson, Marvin Gaye, Clarence Paul)
4. Get My Hands on Some Lovin' – 2:26 (Marvin Gaye, William Stevenson)
5. Wherever I Lay My Hat – 2:17 (Norman Whitfield, Marvin Gaye)

Lato B
1. Soldier's Plea – 2:46 (William Stevenson, George Gordy, Andre Williams)
2. It Hurt Me Too – 2:41 (Marvin Gaye, William Stevenson)
3. Taking My Time – 2:22 (William Stevenson, George Gordy)
4. Hello There Angel – 2:41 (George Gordy, William Stevenson)
5. I'm Your's, You're Mine – 1:53 (Anna Gordy, William Stevenson)

### CD
Edizione CD del 1993, pubblicato dalla Motown Records (530 222-2)
1. Stubborn Kind of Fellow – 2:47 (Marvin Gaye, William Stevenson, George Gordy)
2. Pride & Joy – 2:05 (Norman Whitfield, Marvin Gaye, William Stevenson)
3. Hitch Hike – 2:27 (William Stevenson, Marvin Gaye, Clarence Paul)
4. Got to Get My Hands on Some Lovin' – 2:26 (Marvin Gaye, William Stevenson)
5. Wherever I Lay My Hat (That's My Home) (Prodotto da Norman Whitfield) – 2:17 (Norman Whitfield, Barrett Strong, Marvin Gaye)
6. Soldier's Plea – 2:46 (William Stevenson, George Gordy, Andre Williams)
7. It Hurt Me Too – 2:41 (Marvin Gaye, Merald "Bubba" Knight, William Stevenson)
8. Taking My Time – 2:22 (William Stevenson, Anna Gordy)
9. Hello There Angel – 2:41 (Anna Gordy, William Stevenson)
10. I'm Yours, You're Mine – 1:53 (Anna Gordy, William Stevenson)
11. Mister Sandman – 2:29 (Pat Ballard) – Traccia bonus
12. Let Your Conscience Be Your Guide (Prodotto da Berry Gordy Jr.) – 3:01 (Berry Gordy Jr.) – Traccia bonus
13. Never Let You Go (Sha-Lu-Bop) (Prodotto da Berry Gordy Jr.) – 2:41 (Anna Gordy, Harvey Fuqua) – Traccia bonus

## Musicisti
- Marvin Gaye – voce
- The Funk Brothers – cori (eccetto brani: Stubborn Kind of Fellow, Pride & Joy, Hitch Hike, Got to Get My Hands on Some Lovin', Wherever I Lay My Hat, It Hurt Me Too, Soldier's Plea, I'm Yours, You're Mine, Taking My Time e Mister Sandman)
- Martha & The Vandellas (Martha, Rosalyn e Annette) – cori (brani: Stubborn Kind of Fellow, Pride & Joy, Hitch Hike, Got to Get My Hands on Some Lovin', Wherever I Lay My Hat e It Hurt Me Too)
- The Love Tones – cori (brani: Soldier's Plea e I'm Yours, You're Mine)
- The Andantes – cori (brani: Taking My Time e Mister Sandman)
- Altri musicisti non accreditati

## Classifica
Singoli
| Anno | Titolo del brano        | Classifica            | Posizione raggiunta |
| ---- | ----------------------- | --------------------- | ------------------- |
| 1962 | Stubborn Kind of Fellow | Billboard Hot 100     | 46                  |
| 1963 | Pride and Joy           | Billboard Hot 100     | 10                  |
| 1963 | Hitch Hike              | Billboard Hot 100     | 30                  |
| 1962 | Stubborn Kind of Fellow | Hot R&B/Hip-Hop Songs | 8                   |
| 1963 | Pride and Joy           | Hot R&B/Hip-Hop Songs | 2                   |
| 1963 | Hitch Hike              | Hot R&B/Hip-Hop Songs | 12                  |